# Чайківка (Чугуївський район)
Ча́йківка — село в Україні, у Вовчанській міській громаді Чугуївського району Харківської області. Населення становить 45 осіб. До 2020 орган місцевого самоврядування — Охрімівська сільська рада.

## Географія
Село Чайківка знаходиться на лівому березі річки Вовча, вище за течією за 2 км розташоване село Охрімівка, нижче — на відстані в 1 км село Волохівка, на протилежному березі село Бочкове, до кордону з Росією — 4 км. У центрі села велике болото (~ 7 га).

## Історія
Село засноване в 1870 році.
12 червня 2020 року, відповідно до Розпорядження Кабінету Міністрів України  № 725-р «Про визначення адміністративних центрів та затвердження територій територіальних громад Харківської області», увійшло до складу Вовчанської міської громади.
19 липня 2020 року, в результаті адміністративно-територіальної реформи та ліквідації Вовчанського району, село увійшло до складу Чугуївського району.

## Економіка
- В селі є молочно-товарна ферма.
- Чайківське лісництво.

## Відомі люди
Уродженцем села є Чайка Федір Васильович (1918—1974) — генерал-майор, Герой Радянського Союзу.